# Yuki Nakayama
Yuki Nakayama (født 16. oktober 1994) er en japansk fodboldspiller.